# VFW-Fokker 614

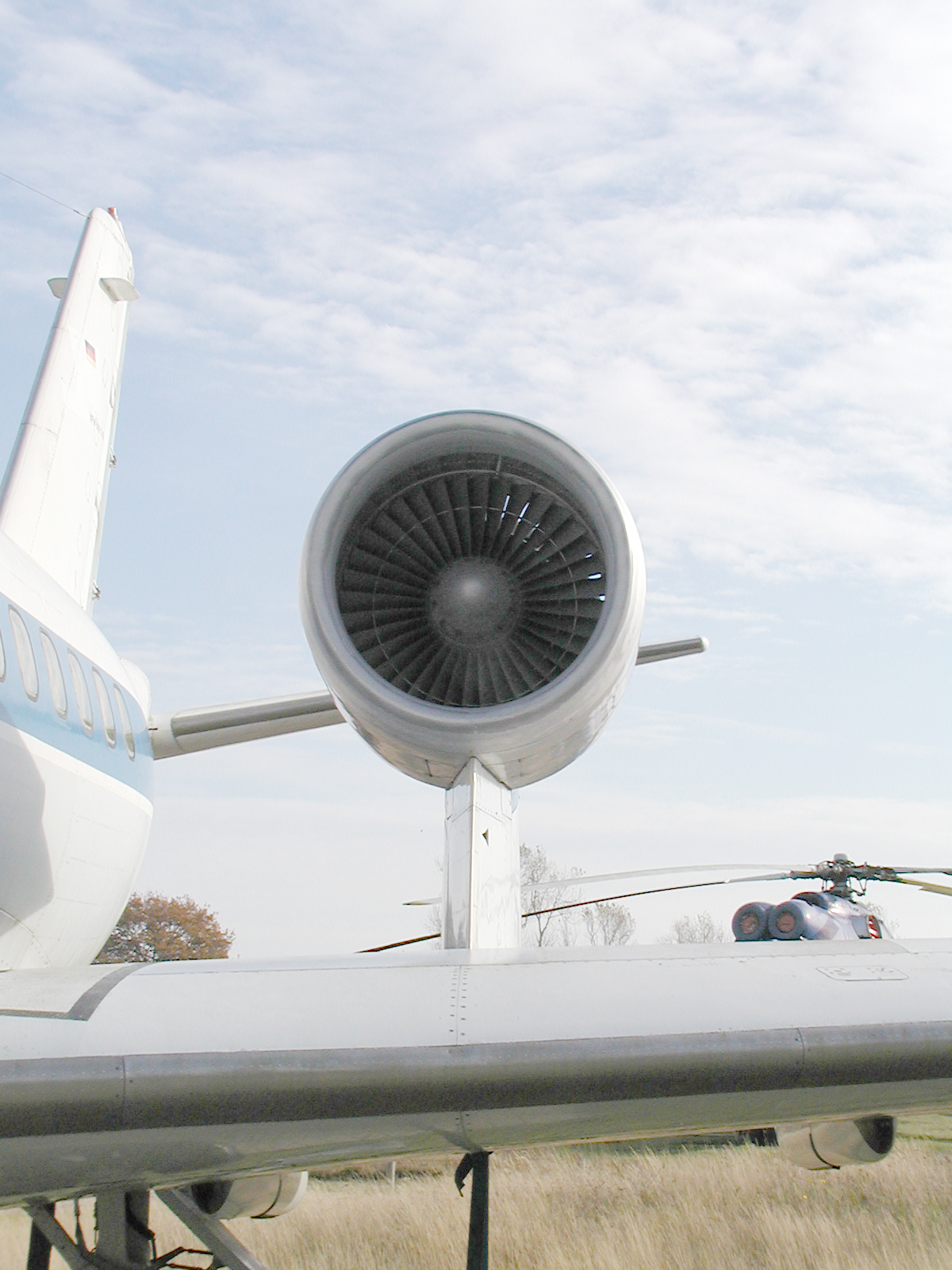
Расположение двигателя

VFW-614 — ближнемагистральный пассажирский самолёт.
Разработан совместно немецким консорциумом Vereinigte Flugtechnische Werke (VFW) и предприятием Fokker. Первый полёт состоялся 14 июля 1971 года. Всего было построено 16 самолётов. Отличительной чертой самолёта было расположение двигателей — на пилонах над крылом.

## Технические характеристики
Технические характеристики
- Экипаж: 2 человека
- Пассажировместимость: 40-44 человека
- Длина: 20,6 м
- Размах крыла: 21,5 м
- Высота: 7,48 м
- Площадь крыла: 64,0 м²
- Масса пустого: 12 890 кг
- Максимальная взлётная масса: 19 958 кг
- Объём топливных баков: 6320 л
- Силовая установка: 2 × ТРДД Rolls-Royce/SNECMA M45H Mk.501
- Тяга: 2 × 32,0 кН

Лётные характеристики
- Максимальная скорость: 780 км/ч
- Крейсерская скорость: 722 км/ч
- Практическая дальность: 1204 км (с 40 пассажирами)
- Перегоночная дальность: 2010 км
- Практический потолок: 7620 м
- Скороподъёмность: 15,75 м/с

## Аварии и катастрофы
По данным сайта Aviation Safety Network, за всё время эксплуатации был потерян один самолёт. Катастрофа произошла 1 февраля 1972 года возле аэропорта Бремен, Западная Германия. Тогда во время испытательного полёта возникли технические проблемы с рулём высоты. Экипаж, состоящий из трёх человек, покинул самолёт на парашютах, но у одного из них он не раскрылся. Второй пилот погиб, остальные члены экипажа выжили. Самолёт перешёл в пикирование и разбился.